# 阿伯里斯特威斯足球俱樂部
阿伯里斯特威斯足球俱樂部（Aberystwyth Town F.C.）是威爾士的一家職業足球俱樂部，參加威爾斯足球超級聯賽的賽事。俱樂部設立于1884年。主場球場是Park Avenue球場，可容納5,000名觀眾。

## 外部連結
- Official website
- History of Aberystwyth Town